# Облога Галича (1237)
Облога Галича (літо 1237) — наступ Данила Романовича на Галич, що стало можливим після провалу волинського походу Михайла Всеволодовича (осінь 1236).
Михайло Грушевський об'єднує походи під Звенигород і під Галич, поміщені в літописі окремо, і датує мир після осені 1237 року.
Присутність угорського гарнізону не дозволила заволодіти Галичем, але було розорено околиці Звенигорода, і Михайлу Всеволодовичу довелося відмовитися від Перемишля.
У 1238 році Михайло відібрав Перемишль назад, але під час свого литовського походу втратив Галич (осінь 1238).